# Josh Boyce
Josh Boyce (Copperas Cove, 6 maggio 1991) è un giocatore di football americano statunitense che gioca nel ruolo di wide receiver per i New England Patriots della National Football League (NFL). Fu scelto nel corso del quarto giro (102º assoluto) del Draft NFL 2013 dai Patriots. Al college ha giocato a football coi TCU Horned Frogs.

## Carriera professionistica

### New England Patriots
Boyce fu scelto nel corso del quarto giro del Draft 2013 dai New England Patriots. Debuttò come professionista nella vittoria della settimana 1 contro i Buffalo Bills.

## Palmarès

### Franchigia
- Super Bowl : 1

New England Patriots: XLIX
- American Football Conference Championship: 1

New England Patriots: 2014

## Statistiche
| Partite totali         | 9   |
| Partite da titolare    | 3   |
| Ricezioni              | 9   |
| Yard su ricezione      | 121 |
| Touchdown su ricezione | 0   |

Statistiche aggiornate alla stagione 2013